# Cook Islands Christian Church
Cook Islands Christian Church (CICC) är det största trossamfundet på Cooköarna, och har funnits sedan 1952.
Kyrkan kom till tack vare missionsverksamhet av Congregationalist London Missionary Society  men etablerades formellt genom ett beslut i öarnas parlament (the Cook Islands Christian Church Incorporation Act, 1968-1969).
CICC har numera 24 stift på Cooköarna, 16 i Nya Zeeland och 8 i Australien.